# أولميسارتان
أولميسارتان هو إحدى الأدوية التابعة لمجموعة ضادات مستقبلات أنجيوتنسين II التي تستخدم في علاج ارتفاع ضغط الدم وفي قصور القلب واعتلال الأعصاب السكري. ويتوفر بجرع 5 و 20 و 40 ملغ. وقد يتوفر في تركيبه مع المدرر هايدروكلورثيازايد.